# John Jairo Ruiz
John Jairo Ruiz Barrantes (ur. 10 stycznia 1994 w Puntarenas, Kostaryka) – kostarykański piłkarz, grający na pozycji skrzydłowego lub napastnika.

## Kariera piłkarska

### Kariera klubowa
Wychowanek Deportivo Saprissa, w składzie którego rozpoczął karierę piłkarską. W styczniu 2012 wyjechał do Francji, gdzie do końca sezonu występował w juniorskiej drużynie Lille OSC. Latem 2012 został wypożyczony do belgijskiego Royal Mouscron-Péruwelz. Od sezonu 2013/14 grał w podstawowym składzie Lille OSC, ale po zakończeniu sezonu ponownie wypożyczony, tym razem do KV Oostende. 26 sierpnia 2015 podpisał kontrakt z Dniprom Dniepropetrowsk. 28 czerwca 2016 przeszedł do FK Crvena zvezda. Latem 2017 przeniósł się do Al-Fayha FC. 25 stycznia 2019 wrócił do Deportivo Saprissa.

### Kariera reprezentacyjna
Występował w juniorskiej i młodzieżowej reprezentacjach Kostaryki. 5 marca 2014 roku debiutował w narodowej reprezentacji Kostaryki w meczu towarzyskim z Paragwajem (2:1).

## Sukcesy i odznaczenia

### Sukcesy klubowe
Deportivo Saprissa
- półfinalista Mistrzostw Kostaryki: 2011/12 (Apertura, Clausura)

Lille OSC
- brązowy medalista Mistrzostw Francji: 2014

### Sukcesy reprezentacyjne
- finalista Mistrzostw Ameryki Północnej U-20: 2011